# هولي أندرو
هولي أندرو (بالإنجليزية: Hollie Andrew)‏ هي ممثلة أسترالية، ولدت في القرن العشرين في أديلايد في أستراليا.
تخرجت هولي من الأكاديمية الأسترالية الغربية لفنون المسرح سنة 2002، ثم فازت سنة 2009، بجائزة GLUG لأفضل ممثلة مساعدة عن دور " سوزي تايرون" في فيلم The ruby sunrise.

## وصلات خارجية
- هولي أندرو على موقع IMDb (الإنجليزية)
- هولي أندرو على موقع ألو سيني (الفرنسية)
- هولي أندرو على موقع أول موفي (الإنجليزية)
- هولي أندرو على موقع قاعدة بيانات الفيلم (الإنجليزية)
- هولي أندرو على موقع كينوبويسك (الروسية)